# Fünf Paragraphe aus dem Walzer-Codex
Fünf Paragraphe aus dem Walzer-Codex, op. 105, är en vals av Johann Strauss den yngre. Den spelades första gången den 3 februari 1852 i Wien.

## Bakgrund
Valsen Fünf Paragraphe aus dem Walzer-Codex var den första av totalt 14 kompositioner - 11 valser och 3 polkor - som Johann Strauss den yngre tillägnade "Herrar Juridikstudenter vid Wiens universitet". Med undantag för Johann Strauss III (1866-1939), brodern Eduard Strauss äldste son, tillägnade alla kompositörer i familjen Strauss verk till den juridiska fakulteten. Fadern Johann Strauss den äldre började traditionen 1842 med sin Egerien-Tänze (op. 134) och Eduard Strauss slutförde den 1887 med valsen Heimische Klänge (op. 252). Just valsen Fünf Paragraphe aus dem Walzer-Codex tillkom vintetn 1851/52 och komponerades till juridikstudenternas bal, som hölls den 3 februari 1852 i Sofienbad-Saal. 

## Historia
Trots det faktum att Wien fortfarande löd under krigslagar till följd av revolutionen 1848 blev 1852 års karneval delvis en återgång till forna dagars glädje. Juristernas bal omnämndes i pressen såsom "en av säsongens mest glansfyllda" och bland besökarna återfanns alla ministrar, flera ambassadörer - däribland den brittiske ambassadören earlen av Westmorland (1784-1859) - och furste Aloys II av Liechtenstein. En annan besökare var hertig Ernst II av Sachsen-Coburg-Gotha, och det var förmodligen vid denna bal som hertigen första gången blev bekant med Johann Strauss och dennes musik. 35 år senare, sommaren 1887, skulle hertigen spela en avgörande roll när det gällde för Strauss att få gifta sig med sin tredje hustru, Adèle.
Musikrecensenten i tidningen Die Presse skrev den 5 februari 1852 att Strauss melodiösa vals "hade en elektrisk effekt på den dansälskande hopen" och tidningen Wiener Allgemeine Theaterzeitung hade den 12 februari 1852 en notis om ett framförande från den 10 februari: "Vid kapellmästare Johann Strauss välgörenhetsbal, som avhölls två nätter tillbaka i Sofienbad-Saal, deltog mer än 2000 personer. Majoriteten av de närvarande uppehöll sig på dansgolvet som dock vid detta tillfälle föreföll för litet... Strauss framförde fem nya danser av vilka de två valserna 'Windsor-Klänge' och 'Fünf Paragraphe des Walzer-Codex' [sic!] fick spelas om fyra gånger till stormande applåder för deras charmfulla, melodiösa och pikanta teman. Inte förrän runt klockan fem på morgonen lämnade de sista gästerna balsalen".

## Om valsen
Speltiden är ca 8 minuter och 46 sekunder plus minus några sekunder beroende på dirigentens musikaliska tolkning.

## Weblänkar
- Dynastin Strauss 1852 med kommentarer om Fünf Paragraphe aus dem Walzer-Codex.
- Fünf Paragraphe aus dem Walzer-Codex i Naxos-utgåvan.